# Ванкаремская низменность
Ванкаремская низменность — низменность на севере Чукотки. Расположена на территории Иультинского района.
Представляет собой обширную озёрно-аллювиальную равнину, по которой протекает множество рек. С севера ограничена крупными морскими лагунами Чукотского моря — Нутауге, Ванкарем, Пынгопильгин, Рэпэтингупыльгин, с юга — сопками Чукотского нагорья. Низменность изобилует болотами и термокарстовыми озёрами. Ландшафт представлен арктическими мохово-лишайниковыми и травянисто-кочкарными тундрами с вкраплениями приморских лугов и долинных ивняков.
На территории низменности имеются месторождения россыпного золота и олова, однако их запасы плохо изучены.